# Sesamoides
Sesamoides es un género de plantas herbáceas de la familia Resedaceae. Tiene nueve especies. Es originario de Europa con algunas especies endémicas de España.

## Especies
- Sesamoides canescens
- Sesamoides clusii
- Sesamoides interrupta
- Sesamoides latifolia
- Sesamoides prostrata
- Sesamoides purpurascens
- Sesamoides pygmaea
- Sesamoides spathulifolium
- Sesamoides suffruticosa